# Zygmunt Kruszelnicki (prawnik)
Zygmunt Stanisław Zieniewicz Kruszelnicki (ur. 1 kwietnia 1889 w Samborze, zm. 10 lutego 1940 w Buchenwaldzie) – polski sędzia, adwokat, działacz narodowy i sokoli.

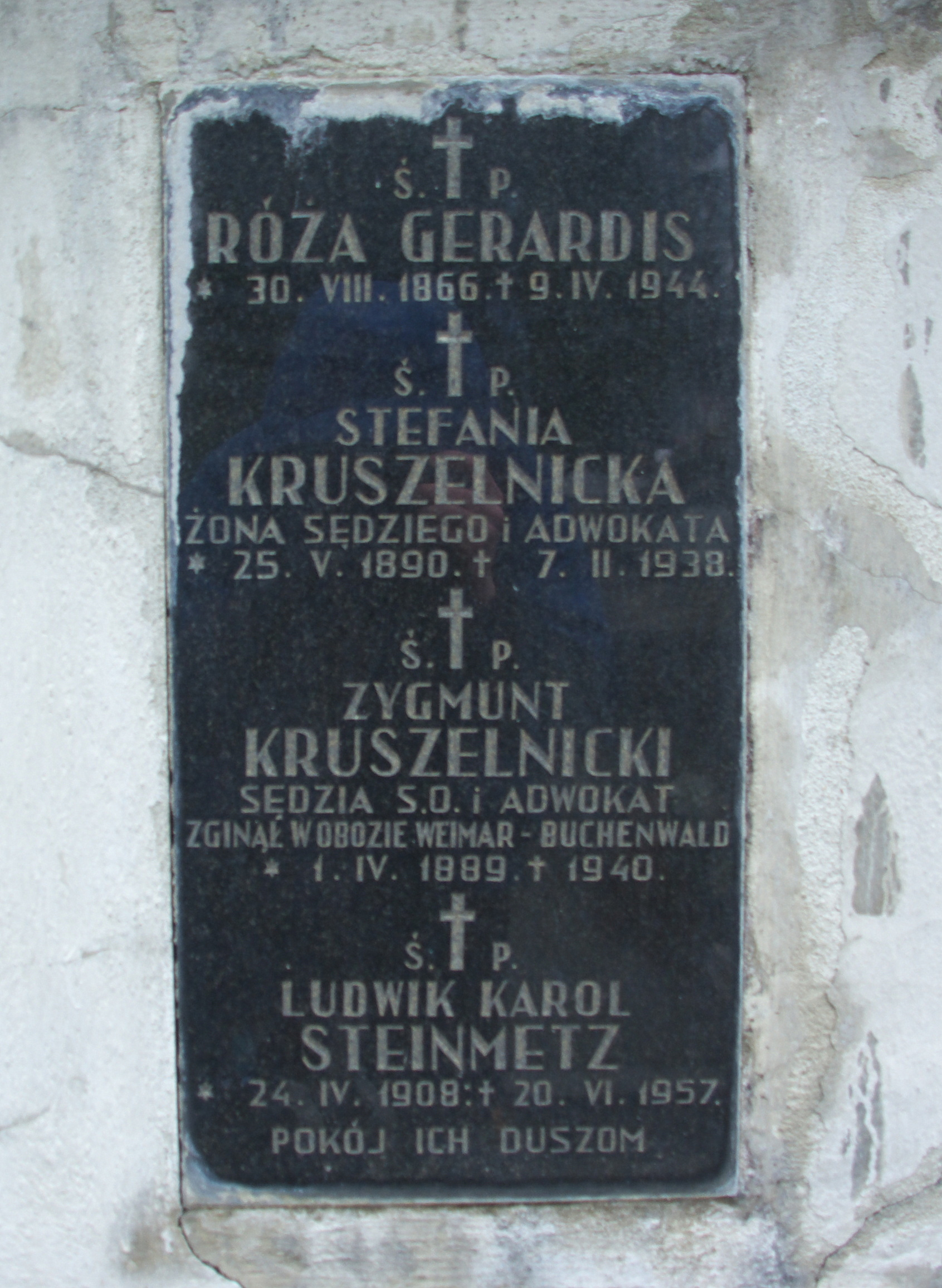
Upamiętnienie na grobowcu rodzinnym

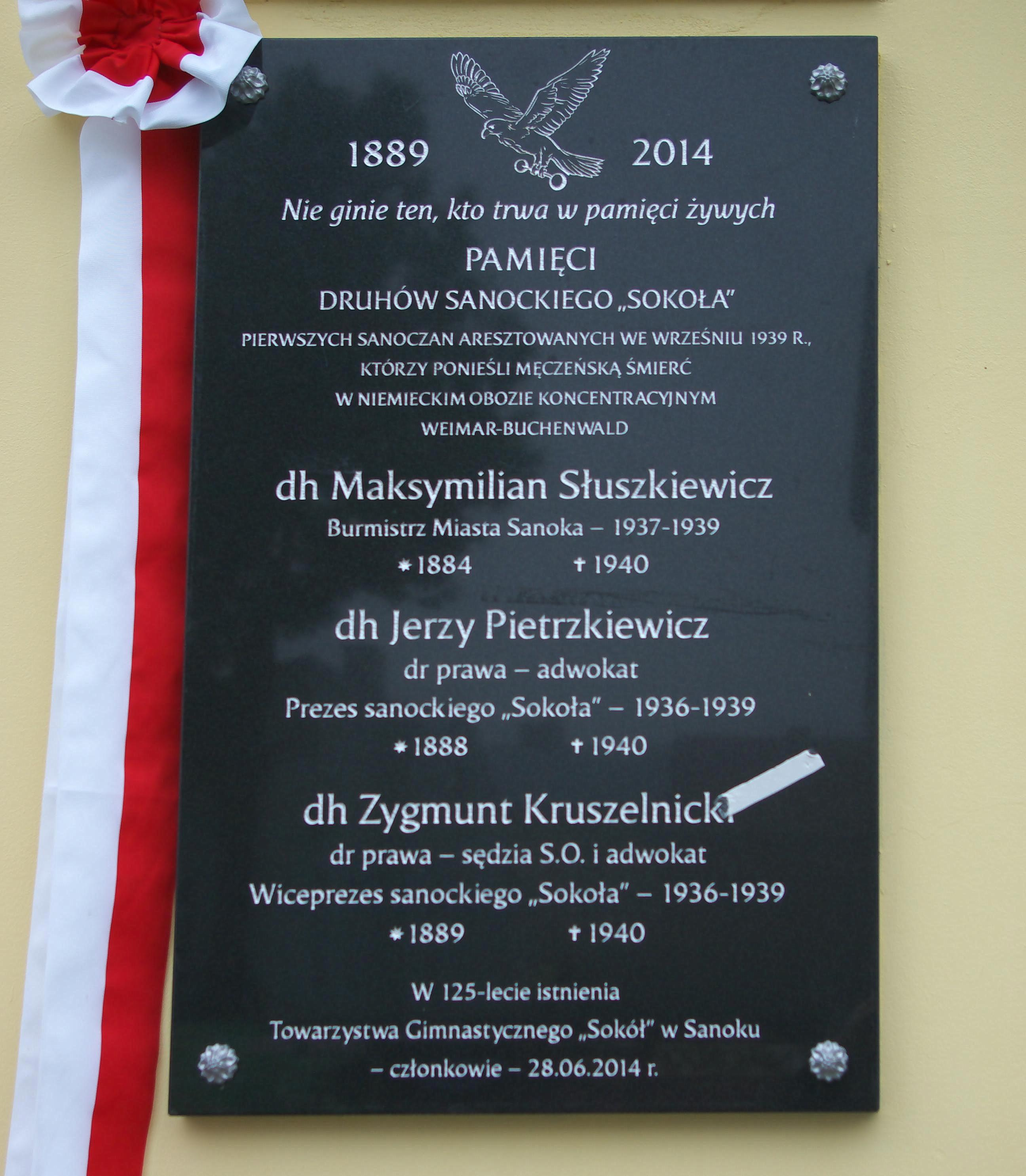
Tablica na gmachu TG „Sokół” w Sanoku

## Życiorys
Zygmunt Stanisław Zieniewicz Kruszelnicki urodził się 1 kwietnia 1889 w Samborze. Był synem Stanisława i Marii z domu Madejskiej.
Ukończył studia prawnicze (w niektórych publikacjach jest tytułowany w stopniu doktora). W okresie zaboru austriackiego w ramach autonomii galicyjskiej wstąpił do c. k. służby sądowniczej. Początkowo, od około 1909 był auskultantem Galicji wschodniej przydzielonym do C. K. Wyższego Sądu Krajowego we Lwowie (wówczas radcą dworu przy tymże sądzie był Stanisław Kruszelnicki). Od około 1912 był sędzią w C. K. Sądzie Powiatowym w Lisku, w tym podczas I wojny światowej do 1918. Przed rokiem 1918 został odznaczony austro-węgierskim Krzyżem Jubileuszowym dla Cywilnych Funkcjonariuszów Państwowych.
Po odzyskaniu przez Polskę niepodległości był sędzią Sądu Okręgowego w Sanoku. Z posady sędziego powiatowego 17 lipca 1923 został mianowany naczelnikiem Sądu Powiatowego w Birczy. Na przełomie lat 20./30. był naczelnikiem, podległego sanockiemu Sądowi Okręgowemu, Sądu Grodzkiego w Birczy. Od 1931 był etatowym sędzią Sądu Okręgowego w Sanoku. W lipcu 1932 był przewodniczącym trybunału Sądu Okręgowego w Sanoku w procesie oskarżonych o zajścia w Łobozwi, skazanych na karę śmierci, następnie uniewinnionych przez prezydenta RP Ignacego Mościckiego. Po zabójstwie działacza narodowego Jana Chudzika, zastrzelonego 14 maja 1933 w Brzozowie, przybył na miejsce zbrodni jako śledczy SO w Sanoku. Następnie przyczynił się do zatrzymania aresztowanych wkrótce Romana Jajki i Stefana Stankiewicza, późniejszych oskarżonych w tej sprawie, jak również wykazał współudział w zabójstwie komisarza posterunku powiatowego Policji Państwowej Bolesława Drewińskiego, po czym we wrześniu 1933 był świadkiem w procesie o zabójstwo J. Chudzika przed SO w Sanoku, zwracając wówczas uwagę na brak wsparcia ze strony Policji w Brzozowie i utrudnianie przez nią śledztwa. Po likwidacji Sądu Okręgowego w Sanoku (z dniem 1 października 1934) decyzją ministra sprawiedliwości Czesława Michałowskiego został przeniesiony w stan nieczynny, a następnie na emeryturę. Wówczas podjął działalność adwokacką. W tym charakterze do końca lat 30. przyjmował w rodzinnej kamienicy przy ul. Kazimierza Wielkiego 6 w Sanoku, której został właścicielem. W połowie lat 30. otworzył kancelarię adwokacką w Zagórzu. Był obrońcą oskarżonego o zniesławienie działacza narodowego, mjr. Władysława Owoca, uniewinnionego w marcu 1939 prawomocnym wyrokiem w procesie przed Sądem Grodzkim w Sanoku.
Politycznie był związany ze Stronnictwem Narodowym. Pełnił funkcję prezesa zarządu powiatowego SN w Sanoku. Pełniąc tę funkcję przewodniczył kursom ideowym (w 1936 w Sanoku wzięło udział ok. 200 osób). Do 1939 był członkiem i aktywistą sanockiego gniazda Polskiego Towarzystwa Gimnastycznego „Sokół”, działał w komisji przedsiębiorstw, był zaangażowany w organizację przedstawień sokolego kółka dramatycznego, w 1932 był drugim zastępcą przewodniczącego zarządu, od 1936 pełnił funkcję wiceprezesa tegoż. W 1935 profesor gimnazjalny historii Tadeusz Miękisz miał wygłosić w sali „Sokoła” w Sanoku odczyt pt. Kwestia żydowska w dawnej Polsce a dzisiaj, który po rozpoczęciu został przerwany przez policję, zebranie rozwiązane jako niezgłoszone, zaś wiceprezes gniazda Kruszelnicki, decyzją administracyjną został ukarany grzywną w wysokości 2 tys. zł., natomiast po złożeniu przez niego odwołania pod koniec 1937 został uniewinniony przez sąd, który zniósł grzywnę. Działał także w Towarzystwie Szkoły Ludowej, zarówno w kole liskim, w którym był zastępcą sekretarza i członkiem wydziału, jak też w kole sanockim. Ponadto w okresie pracy w Lisku współorganizował tamtejsze życie kulturalne.
Po wybuchu II wojny światowej 1939 i wkroczeniu Niemców do Sanoka w trakcie kampanii wrześniowej został aresztowany przez Niemców i znalazł się w grupie osobistości sanockich wyznaczonych przez dowództwo 1 Dywizji Strzelców Górskich jako 10 zakładników bezpieczeństwa (prócz niego także burmistrz miasta Maksymilian Słuszkiewicz, adwokat i prezes TG „Sokół” Jerzy Pietrzkiewicz, funkcjonariusz Policji Państwowej w Sanoku, Antoni Nabywaniec). Został wywieziony do III Rzeszy. Był osadzony w niemieckim obozie koncentracyjnym w Buchenwaldzie, gdzie poniósł śmierć 10 lutego 1940.
Zygmunt Kruszelnicki 7 października 1911 poślubił w kościele Przemienienia Pańskiego w Sanoku Stefanię Gerardis (ur. 25 maja 1890 w Gliniku Mariampolskim, zm. 7 lutego 1938 w Sanoku), córkę Karola i Róży (ślubu młodej parze udzielił ks. Ludwik Stanisławczyk). Jego dziećmi byli Maria Róża Janina Kruszelnicka (ur. 1912, absolwentka studiów filozoficznych, od 1940 zamężna z Ludwikiem Steinmetzem, zm. 1987), Zbigniew Kruszelnicki (1916-1972, architekt), Stanisława Bogumiła Bronisława (ur. 1918, od 1942 zamężna z Mieczysławem Zucharskim). Wnukiem Zygmunta Kruszelnickiego jest Paweł Kruszelnicki.

## Upamiętnienie
W 1962 Zygmunt Kruszelnicki został upamiętniony wśród innych osób wymienionych na tablicy Mauzoleum Ofiar II Wojny Światowej na Cmentarzu Centralnym w Sanoku.
Symbolicznie został upamiętniony inskrypcją na grobowcu rodziny Gerardisów i Kruszelnickich na Cmentarzu Centralnym w Sanoku, gdzie spoczęła jego żona Stefania.
Z okazji obchodów 125-lecia istnienia sanockiego gniazda TG „Sokół” 7 czerwca 2014 na gmachu „Sokoła” w Sanoku została odsłonięta tablica upamiętniająca miejscowych działaczy sokolich, Maksymiliana Słuszkiewicza, Jerzego Pietrzkiewicza i Zygmunta Kruszelnickiego.